# Petit Delamarre
Pour les articles homonymes, voir Delamarre.
Jean-Baptiste Petit dit Petit Delamarre, né le 4 juillet 1806 à Beauvais et mort le 17 septembre 1877 dans le 10e arrondissement de Paris, est un acteur français.

## Biographie
Après avoir exercé le métier de cordonnier, il joua longtemps en province et à l'étranger (Rennes, Rouen, Nîmes) avant de débuter sur les scènes parisiennes au théâtre du Palais-Royal en 1855.
Il quitta ce théâtre deux ans plus tard pour redevenir un comédien de tournée en France et à l'étranger (Barcelone, Strasbourg, La Nouvelle-Orléans, Bruxelles, Mons, Besançon, Caen, Abbeville).
Petit Delamarre créa le rôle de Chavarot dans En pension chez son groom de Labiche et Marc-Michel le 2 février 1856 au théâtre du Palais-Royal.